# Mars (film)
Mars (Russisch: Марс) is een Sovjet-Russische film geregisseerd door Pavel Kloesjantsev. De film combineert twee genres: populair-wetenschappelijke documentaire en sciencefiction. 
De film begint met de uiteenzetting van de toenmalige stand van het Marsonderzoek. Aspecten als atmosfeer en klimaat worden behandeld, evenals de beruchte kanalen. De meeste aandacht gaat echter naar de kwestie van het leven op Mars uit. Is er leven op Mars mogelijk en zo ja, welke vormen kan het dan gaan aannemen? Verschillende wetenschappers delen hun visie op dit intrigerend vraagstuk mee.
Vervolgens neemt de film sciencefictionkarakter aan. Wat zullen de toekomstige ruimtevaarders op Mars aantreffen? Verschillende mogelijkheden, van een bijna dode planeet met enkel wat primitieve, mosachtige planten, tot een planeet met rijke fantastische vegetatie, worden door middel van speciale effecten in beeld gebracht. En wat met intelligent leven? Zal men een bloeiende hoogontwikkelde beschaving, of enkel dode ruïnes aantreffen? Pas als de mens zelf zijn voet op Mars zet, zullen de mysteries van de rode planeet ontrafeld zijn, is de boodschap van de film.  
Deze benadering (combinatie van documentaire en sciencefiction) is typisch voor Pavel Kloesjantsevs werk. 